# 4155-ös busz
A 4155-ös jelzésű autóbuszvonal Ózd és Sáta között húzódó helyközi vonal, amelyet a Volánbusz Zrt. üzemeltet.

## Útvonala
Az ózdi autóbusz-állomásról indul. A Nemzeti FIlmtörténeti Élményparkot körbeöleli, Sajóvárkony városrészébe indul el. Dózsa György útján jobbra kanyarodik és Borsodbóta felé veszi irányát. A 2522-es mellékúton úton megy, majd keresztezi az egykori Eger–Putnok-vasútvonal Sáta állomását, aztán a faluba érkezik, melynek Kossuth utca 116. megállójában végállomásozik.
Ellentétes irányban útvonala változatlan.

## Közlekedése
Indításszáma átlagos, a két települést közvetlenül ezen a vonalon kívül a 4151-es buszok kapcsolják össze. Munkanapokon egy alkalommal reggel a járásközpontból expresszjárat indul Sáta községházájáig.
Csatlakozást biztosít:
- Ózd, autóbusz-állomás – autóbuszos Miskolc felé/felől (3770-es busz).

| Viszonylat                             | Indításszám | Közlekedési rend     |
| -------------------------------------- | ----------- | -------------------- |
| Ózd, aut. áll. ➝ Sáta, kh.             | 1 oda       | munkanapokon         |
| Ózd, aut. áll. – Sáta, Kossuth u. 116. | 5 pár       | munkanapokon         |
| Ózd, aut. áll. – Sáta, Kossuth u. 116. | 4 pár       | szabadnapokon        |
| Ózd, aut. áll. – Sáta, Kossuth u. 116. | 5 pár       | munkaszüneti napokon |

## Megállóhelyei
| 0                                      | Ózd, autóbusz-állomás végállomás      | 0.0 km  | 1, 2, 2A, 3, 4, 6, 7, 8, 12, 20A, 23, 26, 46, 47, 68, 74, 76, 78 1031, 1034, 1051, 1369, 1384, 1411 3410, 3770, 3773, 4101, 4102, 4104, 4140, 4145, 4147, 4148, 4150, 4151, 4153, 4157, 4158, 4160, 4161, 4180, 4185, 4186 |
| A munkanapi expresszjárat nem áll meg. |                                       |         | |
| 1                                      | Ózd, Olvasó Egyesület                 | 0.6 km  | 3, 63 4147, 4148, 4150, 4151 |
| 2                                      | Ózd, sajóvárkonyi elágazás            | 1.7 km  | 3, 23, 63 4147, 4148, 4150, 4151 |
| 3                                      | Ózd (Sajóvárkony), posta              | 2.8 km  | 3, 23, 63 4147, 4148, 4150, 4151 |
| 4                                      | Ózd (Sajóvárkony), AMK                | 3.3 km  | 3, 23, 63 4147, 4148, 4150, 4151 |
| 5                                      | Ózd, bánszállási elágazás             | 3.8 km  | 3, 23, 63 4147, 4148, 4150, 4151 |
| 6                                      | Ózd, királdi elágazás                 | 4.3 km  | 4147, 4148, 4150, 4151 |
| 7                                      | Ózd, Hajagos                          | 5.4 km  | 4151 |
| 8                                      | Ózd, Ladánytábor bejárati út          | 7.6 km  | 4151 |
| 9                                      | Sáta, vasúti átjáró                   | 9.9 km  | 4151 |
| 10                                     | Sáta, Széchenyi utca 124.             | 12.1 km | 4151 |
| 11                                     | Sáta, községháza vonalközi végállomás | 13.0 km | 4151, 4154, 4193 |
| 12                                     | Sáta, vegyesbolt                      | 13.9 km | 4151, 4193, 4194, 4195 |
| 13                                     | Sáta, Kossuth utca 116. végállomás    | 14.7 km | 4151, 4193, 4194, 4195 |